# Crematogaster arcuata
Crematogaster arcuata är en myrart som beskrevs av Auguste-Henri Forel 1899. Crematogaster arcuata ingår i släktet Crematogaster och familjen myror.

## Underarter
Arten delas in i följande underarter:
- C. a. arcuata
- C. a. aruga